# Karl Ellrich
Karl Ellrich (* 7. Dezember 1902 in Halberstadt; † 10. Juli 1988 in Berlin) war ein deutscher Lehrer und Gewerkschafter. Er war Vorsitzender der Gewerkschaft Unterricht und Erziehung im FDGB.

## Leben
Ellrich, Sohn eines Lederarbeiters, besuchte die Volksschule. Von 1917 bis 1920 absolvierte er das Lehrerseminar in Halberstadt. 1923 trat er der KPD bei und war ab 1924 Leiter der Kinderheime der Roten Hilfe in Worpswede (der Kommune und Arbeitsschule Barkenhoff) und Elgersburg. Seit 1925 war er aktiv in der kommunistischen Gewerkschaftsarbeit und Mitglied der Internationale der Bildungsarbeiter. Ab 1928 arbeitete Ellrich als Volksschullehrer in Berlin. 1931 trat er zur SAP über.
Nach der „Machtergreifung“ der Nationalsozialisten 1933 wurde er aus dem Schuldienst entlassen und zog nach Bayern. 1943 wurde er als Sanitäter zur Wehrmacht eingezogen und geriet im April 1945 in amerikanische Kriegsgefangenschaft.
1945 trat er wieder der KPD bei und wurde 1946 Mitglied der SED. Ab 1945 wirkte er als Referent für Volks- und Mittelschulen, ab September 1946 als Referent für Grundschulen in der Deutschen Zentralverwaltung für Volksbildung. Von Dezember 1949 bis Februar 1954 war Ellrich Vorsitzender des Zentralvorstandes der Gewerkschaft Unterricht und Erziehung (GUE) sowie Mitglied des FDGB-Bundesvorstandes und seines Präsidiums. Am 11./12. Februar 1954 wurde er auf der 15. Zentralvorstandssitzung der GUE als „Träger des Sozialdemokratismus“ gebrandmarkt und wegen angeblicher „gewerkschaftsfeindlicher Handlungen“ aus dem FDGB und der SED ausgeschlossen. Anschließend war als Angestellter am Deutschen Zentralinstitut für Lehrmittel, später am Deutschen Pädagogischen Zentralinstitut beschäftigt.
Ellrich wohnte zuletzt in Berlin und wurde in der Gräberanlage für Opfer des Faschismus und Verfolgte des Naziregimes des Zentralfriedhofs Friedrichsfelde beigesetzt.
Kurz vor ihrer Selbstauflösung Anfang Oktober 1990 rehabilitierte die Gewerkschaft Unterricht und Erziehung noch ihr nach den Ereignissen des 17. Juni 1953 gemaßregeltes Sekretariat. Der Zentralvorstand würdigte dieses Sekretariat unter Leitung von Karl Ellrich als gewerkschaftliche Interessenvertretung in echtem Sinne, das sich nicht an der Hexenjagd nach „Verrätern und Schuldigen für den 17. Juni 1953“ beteiligte und dann selbst verfemt und verraten wurde.

## Auszeichnungen
- Vaterländischer Verdienstorden in Silber (1982)[4]